# Richard Shepherd
Pour les articles homonymes, voir Shepherd.
Richard Charles Scrimgeour Shepherd, né à Aberdeen le 6 décembre 1942 et mort le 21 février 2022, est un homme politique conservateur britannique. Il est député de la circonscription d'Aldridge-Brownhills de 1979 à 2015. 
Eurosceptique, il est un des membres des Maastricht Rebels (en).

## Biographie
Shepherd naît à Aberdeen en Écosse. Il étudie à Isleworth Grammar School (maintenant Isleworth et Syon School) à Isleworth. Il poursuit ensuite ses études à la London School of Economics où il obtient un Bachelor of Science degree in Economics. 
Shepherd se présente dans la circonscription de Nottingham East en février 1974, où il est battu par le candidat du Parti travailliste Jack Dunnett. Dans les années 1970, il est également assistant de Teddy Taylor. 
Shepherd est élu député d'Aldridge-Brownhills en 1979. Il reste en poste jusqu'aux élections générales de 2015.